# Xenocrate peculiaris
Xenocrate peculiaris is een krabbensoort uit de familie van de Euryplacidae. De wetenschappelijke naam van de soort is voor het eerst geldig gepubliceerd in 2007 door Ng & Castro.